# Сонжон
Сонжон (фр. Songeons) — посёлок на севере Франции, в департаменте Уаза. Находится в регионе О-де-Франс, округ Бове, кантон Гранвилье, в 24 км к северо-западу от Бове, на берегу реки Терен.
Население (2018) — 1 013 человек.

## Достопримечательности
- Церковь Святого Мартина XVII века
- Шато XVIII века
- Галлы XVII века

## Экономика
Уровень безработицы (2017) — 16,3 % (Франция в целом — 13,4 %, департамент Уаза — 13,8 %). 

Среднегодовой доход на 1 человека, евро (2018) — 19 970 (Франция в целом — 21 730, департамент Уаза — 22 150).

## Демография
Динамика численности населения, чел.

## Администрация
Администрацию Сонжона с 2020 года возглавляет Жан-Клод Баге (Jean-Claude Baguet). На муниципальных выборах 2020 года возглавляемый им список одержал победу в 1-м туре, получив 62,74 % голосов.